# Louis Charles Moulinghen
Louis Charles Moulinghen (Haarlem, Països Baixos, 1753 - [...?]) fou un compositor neerlandès.
Va pertànyer a la capella del príncep Carles de Lorena, i després fou director d'orquestra a províncies, fixant-se per acabar com a professor de música a París.
Va compondre les òperes:
- Les deux contrats, Le marí sylphe, Le vieillard amoureux, Les ruses de l'amour, Les amants rivaux, Les talents à la mode, i Le mariage malheureux.